# Фосфорит (футбольный клуб, Каратау)
Фосфорит — советский футбольный клуб из Каратау. Основан не ранее 1968 года.

## Достижения
- Во второй лиге СССР — 19 место (в зональном турнире РСФСР класса «Б» 1968 год и в зональном турнире РСФСР класса «Б» 1969 год).

## Известные игроки
- Яровенко, Евгений Викторович.

## Результаты выступлений
| Сезон | Турнир                                    | Достижение |
| ----- | ----------------------------------------- | ---------- |
| 1968  | Чемпионат СССР 1968, класс «Б», Казахстан | 19-е место |
| 1969  | Чемпионат СССР 1969, класс «Б», Казахстан | 19-е место |
| 1970  | Чемпионат СССР 1970, класс «Б», Казахстан | 15-е место |
| 1981  | Чемпионат Казахской ССР, 1 группа         | 3-е место  |